# Löwendenkmal (Dortmund)

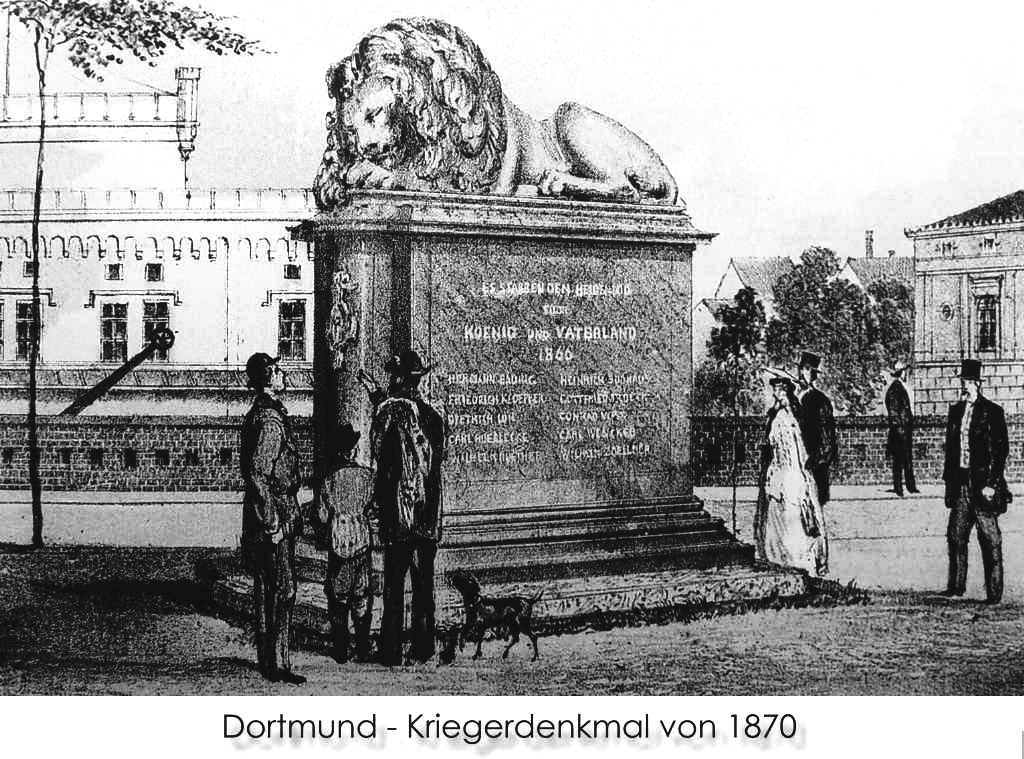
Der schlafende Löwe vor dem Hauptbahnhof

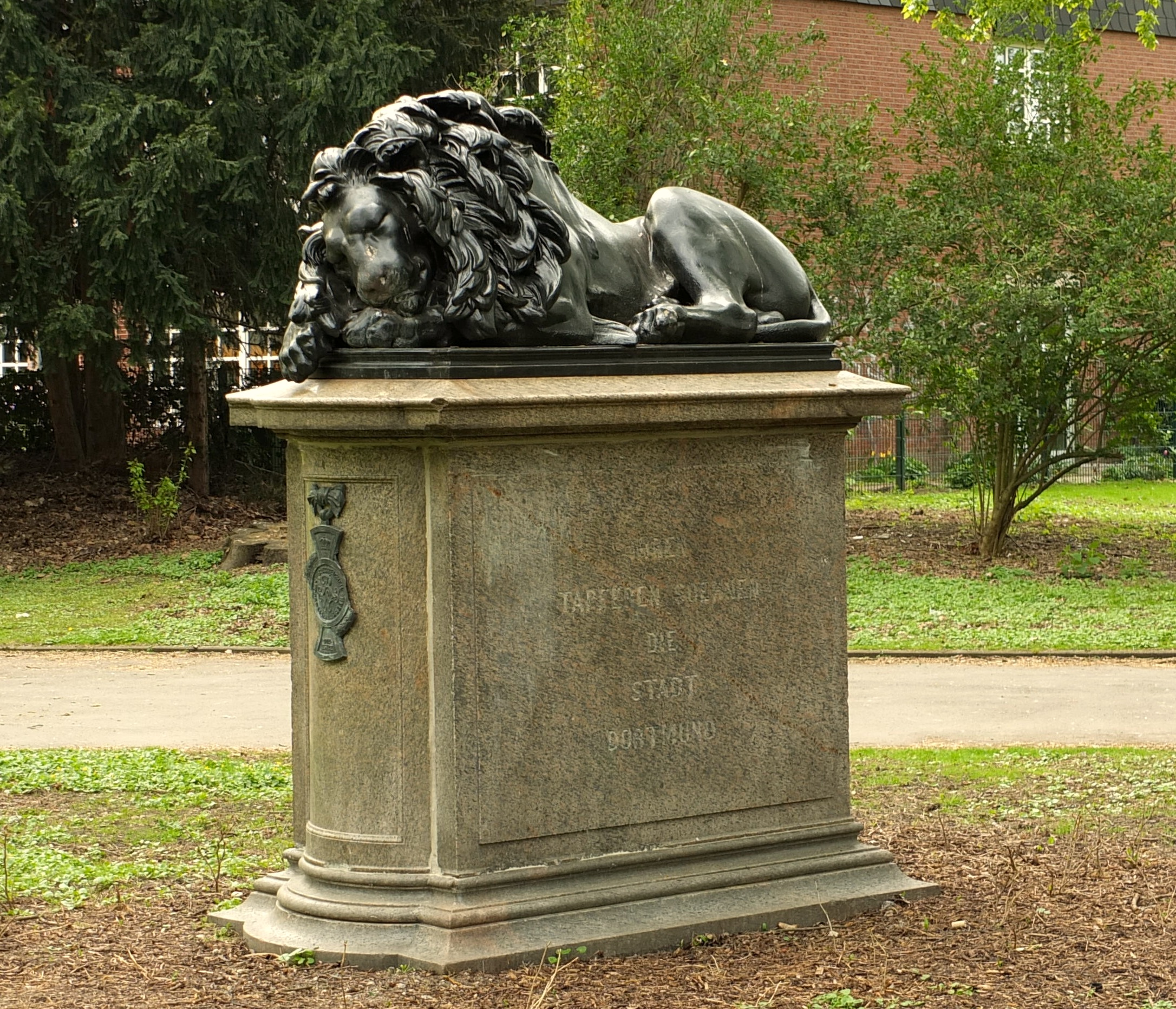
Das Denkmal heute

Das Löwendenkmal in Dortmund ist das älteste Kleindenkmal der Stadt. Es wurde am 17. Oktober 1869 in Erinnerung an den Deutschen Krieg eingeweiht.

## Beschreibung
Das Denkmal geht auf Entwürfe von Karl Friedrich Schinkel für das Grabmal von Gerhard von Scharnhorst zurück. Es erinnert an die Dortmunder Soldaten, die 1866 in der Schlacht bei Königgrätz gefallen waren. Der Grundriss zeigt die Form eines Sarkophages. Das Podest trägt einen schlafenden Löwen als Sinnbild für die schlafende Kraft des Vaterlandes. Auf der Breitseite werden die Namen der Gefallenen genannt.
Der ursprüngliche Standort des Denkmals war der Platz vor dem Dortmunder Hauptbahnhof am Königswall. Im Jahre 1910 musste das Denkmal aufgrund der Erweiterung und des Neubaus des Bahnhofs von seinem alten Standort weichen. Der neue Platz war zunächst umstritten. Der „Westliche Bürgerverein“ ließ daher eine mobile 1:1-Kopie des Denkmals anfertigen und an verschiedenen Standorten aufstellen. Ein vorläufiger Standort für das Denkmal war im Jahre 1910 der Hohe Wall.
Im Jahre 1914 wurde das Denkmal dann durch den Landwehrverein am damaligen Königswall (der zu der Zeit am Burgtor nahe der Hansastraße begann und geradeaus bis zur heutigen Einmündung der Schmiedingstraße verlief), neu aufgestellt. Das Denkmal wurde stark erweitert. Neben dem eigentlichen Denkmal wurden ein mehrstufiges Podest und ein vorgelagertes Wasserbassin errichtet.
Nach dem Zweiten Weltkrieg wurde das Denkmal erneut umgestellt. Dem autogerechten Ausbau der Dortmunder Innenstadt entgegenstehend wurde das Denkmal zunächst in einem Städtischen Bauhof zwischengelagert und anschließend 1952 an seinem heutigen Standort im Westpark aufgestellt. Mitte der 1980er Jahre wurde das Denkmal dann aufwändig restauriert und unter Denkmalschutz gestellt.